# أندرياس فريتاخ
أندرياس فريتاخ (بالألمانية: Andreas Freytag)‏ هو اقتصادي ألماني، ولد في 23 أكتوبر 1962 في كيل في ألمانيا.